# Майстор Мани
„Майстор Мани“ (на английски: Handy Manny) е компютърно анимиран сериал, който е излъчен премиерно с първите си два епизода в събота на 16 септември 2006 г., като част от програмния блок на Disney Channel, Playhouse Disney. На Свети Валентин през 2011 г., сериалът се премества в блока на Disney Junior, който служи като заместник на Playhouse Disney.
Сериалът е създаден от Роджър Болън и Мерилин Садлър, а озвучаващия състав се състои от Уилмър Валдерама, Дий Брадли Бейкър, Том Кени, Фред Столър, Ника Футърман, Кат Суси, Карлос Алазраки, Грей Делайл и Нанси Труман.

## В България
В България сериалът започва излъчване през есента на 2009 г. по Disney Channel с български дублаж, записан в Доли Медия Студио.
Излъчват се повторения и по Нова телевизия около 2011 г. със същия дублаж. 
| Роля          | Изпълнител                |
| ------------- | ------------------------- |
| Мани          | Деян Ангелов Цанко Тасев  |
| Кели          | Светлана Смолева          |
| Г-н Лопарт    | Здравко Димитров          |
| Фелипе        | Ненчо Балабанов           |
| Търнър        | Радослав Рачев            |
| Ръсти         | Георги Стоянов            |
| Дъсти         | Росица Александрова       |
| Пат           | Христо Бонин              |
| Г-н Чу        | Цанко Тасев               |
| Габриела      | Мина Костова              |
| Жасмин Чан    | Таня Михайлова            |
| Стреч         | Татяна Етимова            |
| Скуиз         | Вилма Карталска           |
| Абуелито      | Илия Иванов               |
| Други гласове | Нина Гавазова Цанко Тасев |